# Come Fly with Me (Modern Family)
Come Fly with Me é o terceiro episódio da primeira temporada da série Modern Family. O episódio estreou em outubro de 2009. O episódio foi exibido originalmente pela ABC no dia 7 de Outubro de 2009 nos EUA.

## Sinopse
As Coisas vão mal quando Jay leva Phil para voar com seu novo aero modelo, Phil tenta a todo custo melhorar sua relação com Jay, mas parece que Jay não se esforça nem um pouco para que a relação entre genro e sogro suba para outro nível. Gloria leva Alex para comprar um vestido, enquanto Claire fica em casa com Manny. Claire diz que Alex apenas provoca ela. Cameron leva Mitchell para fazer compras, mas Mitchell é muito esnobe para o local, mas logo Mitchell percebe que se pode comprar de tudo na loja e Cameron não consegue fazer ele parar de comprar.

## Críticas
Na sua transmissão original americana, "Come Fly With Me" foi visto por um número estimado de 8.823 milhões de famílias. Robert Canning da IGN chamou o episódio de "impressionante" e afirmou: "No geral, "Come Fly With Me" foi a prova de que esta é uma série com grande potencial", e também declarou que a série tem quase tudo: comédia, coração e humor negro). Jason Hughes do TV Squad deu ao episódio um comentário positivo dizendo: "Jay bateu em Phil de propósito; duro, mas divertido". TV Fanatic deu ao episódio vários comentários positivos dizendo uma de suas citações favoritas do episódio foi de Alex para Claire: "Ao invés de tentar me forçar ao usar um vestido por que você não se preocupa em fazer Luke colocar umas calças?".